# Charley Chase
Charley Chase, pseudonimo di Charles Parrott (Baltimora, 20 ottobre 1893 – Hollywood, 20 giugno 1940), è stato un attore e regista statunitense, talvolta menzionato come Charlie Chase.
È stato uno dei più grandi comici statunitensi degli anni dieci e venti; frenetico, pungente, irrequieto, irrefrenabile e dalla comicità esilarante. Era il fratello del regista James Parrott.

## Biografia
Iniziò la carriera artistica nel varietà, quindi passò al vaudeville ed al burlesque. 
Nel 1914 debuttò nel cinema nelle commedie di Mack Sennett. Apparve così anche in diversi film di Charlie Chaplin girati nello stesso anno, quali Charlot sulla scena, Charlot e la partita di boxe, Charlot si diverte, Il fortunoso romanzo di Tillie, Il pianoforte di Charlot, Charlot in cerca di lavoro. Fu l'inizio del successo, che lo portò a stipulare molti contratti con varie case produttrici: Triangle Film Corporation, Fox, L-Ko, Bulls eye, Players Lasky. 
Dagli anni venti divenne uno dei più importanti interpreti delle commedie di Hal Roach, grazie alle Charley Chase Comedies. Questi film erano incentrati più sulla caratterizzazione dei personaggi e la plausibilità delle storie che sulle gag fini a se stesse. Charley Chase aprì la strada a una comicità più sofisticata, inedita per l'epoca, in parte anticipando di dieci anni le screwball comedies degli anni trenta e molti dei suoi cortometraggi di maggiore successo vennero diretti da un giovanissimo Leo McCarey. Durante la collaborazione con Roach, ebbe anche l'occasione di lavorare in qualche pellicola con Stan Laurel e Oliver Hardy, come ne I figli del deserto (1933), Una famiglia di matti (1927), Now I'll Tell One (1927).
Nel 1937 si trasferì alla Columbia Pictures, dove apparve in commedie molto più vicine allo stile slapstick che alle sue innovazioni del decennio precedente, le quali tuttavia ottennero ancora un buon riscontro di pubblico. 
Sofferente per l'alcolismo e per una forte depressione dovuta alla prematura scomparsa di suo fratello James Parrott, avvenuta soltanto l'anno prima, Charley Chase morì per un infarto nel 1940. È sepolto nel Forest Lawn Memorial Park a Los Angeles.
Chase si firmava come regista con il suo vero nome, mentre compariva con il nome d'arte nelle vesti di attore. La sua produzione muta con Hal Roach è stata descritta in dettaglio per la prima volta in Italia nel libro Hal Roach: le migliori commedie del periodo muto (Lorenzo Tremarelli, 2014).

## Filmografia

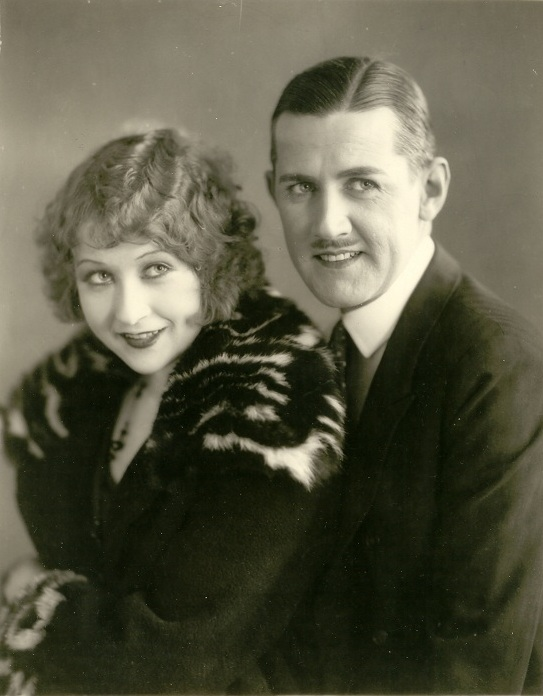
Charley Chase insieme a Katherine Grant in un'immagine pubblicitaria.

### Film prodotti dalla Keystone Film Company
- Across the Hall, regia di Mack Sennett e Mabel Normand (1914)
- Charlot e Mabel (Mabel at the Wheel), regia di Mack Sennett e Mabel Normand (1914)
- Where Hazel Met the Villain, regia di Roscoe 'Fatty' Arbuckle (1914)
- When Villains Wait, regia di George Nichols (1914)
- When Ruben Fooled the Bandits, regia di George Nichols (1914)
- Our Country Cousins, regia di Mack Sennett (1914)
- Charlot e la partita di boxe (The Knockout), regia di Mack Sennett (1914)
- Mabel e Charlot venditori ambulanti (Mabel's Busy Day), regia di Mack Sennett (1914)
- A Rambling Rube (1914)
- Love and Bullets, regia di Roscoe 'Fatty' Arbuckle (1914)
- Rowboat Romance, regia di Roscoe 'Fatty' Arbuckle (1914)
- Love and Salt Water, regia di Charles Avery (primo film con Chase protagonista - 1914)
- Mabel's New Job, regia di George Nichols e Mabel Normand (1914)
- The Great Toe Mystery, regia di Charles Avery (1914)
- A Coat's Tale, regia di Walter Wright (1914)
- Charlot pittore (The Face on the Barroom Floor), regia di Charlie Chaplin (1914)
- Such a Cook, regia di Charley Chase (1914)
- The Masquerader, regia di Charlie Chaplin (1914)
- Her Last Chance, regia di Charles Avery (1914)
- Charlot in cerca di lavoro (His New Profession), regia di Charlie Chaplin (1914)
- Charlot si diverte (The Rounders), regia di Charlie Chaplin e Roscoe 'Fatty' Arbuckle (1914)
- Mabel's Blunder, regia di Mabel Normand (1914)
- He Loves the Ladies, regia di Mack Sennett (1914)
- The Anglers, regia di Charley Chase (non confermato - 1914)
- Dash, Love and Splash, regia di Dell Henderson (1914)
- The Love Thief, regia di Charley Chase (1914)
- Shot in the Excitement, regia di Dell Henderson (1914)
- Charlot panettiere (Dough and Dynamite), regia di Charlie Chaplin (1914)
- Charlot alle corse (Gentlemen of Nerve), regia di Charlie Chaplin (1914)
- Cursed by His Beauty, regia di Dell Henderson (1914)
- "Curses!" They Remarked, regia di Dell Henderson (1914)
- Il pianoforte di Charlot (His Musical Career), regia di Charlie Chaplin (1914)
- His Talented Wife, regia di Mack Sennett (1914)
- How Heroes Are Made, regia di Charley Chase (1914)
- Il fortunoso romanzo di Tillie (Tillie's Punctured Romance), regia di Mack Sennett (1914)
- The Noise of Bombs, regia di Mack Sennett (1914)
- Among the Mourners, regia di Walter Wright (1914)
- Leading Lizzie Astray, regia di Roscoe 'Fatty' Arbuckle (1914)
- Other People's Business, regia di Dell Henderson (1914)
- Fatty's Magic Pants, regia di Roscoe 'Fatty' Arbuckle (1914)
- Wild West Love, regia di Charley Chase (1914)
- Their Fatal Bumping, regia di Charley Chase (1914)
- Her Winning Punch, regia di Charley Chase (1915)
- Only A Farmer's Daughter, regia di F. Richard Jones (1915)
- Hash House Mashers (1915)
- Colored Villainy (1915)
- Peanuts and Bullets, regia di Nick Cogley (1915)
- A Lucky Leap, regia di Edwin Frazee (1915)
- Fatty's Reckless Fling, regia di Roscoe 'Fatty' Arbuckle (1915)
- Love in Armor, regia di Nick Cogley (1915)
- A One Night Stand, regia di Mack Sennett (1915)
- Settled at the Seaside (1915)
- The Rent Jumpers, regia di Frank Griffin (1915)
- Do-Re-Me-Boom! (1915)
- Love Loot and Crash, regia di Mack Sennett (1915)
- A Human Hound's Triumph, regia di Charley Chase (1915)
- A Versatile Villain, regia di Frank Griffith (1915)
- He Wouldn't Stay Down, regia di Charley Chase (1915)
- The Little Teacher, regia di Mack Sennett (1915)

### Film prodotti dalla Tri-Keystone
- His Father's Footsteps di Ford Sterling e Charley Chase (1915)
- The Hunt di Mack Sennett (1915)
- His Pride and Shame di Ford Sterling e Charley Chase (1916)
- A Dash of Courage di Charley Chase (1916)
- Hearts and Sparks di Charley Chase (1916)

### Film prodotti dalla Fox
- His Ticklish Job di Charley Chase e Hank Mann (1917)
- Chased Into Love di Charley Chase e Hank Mann (1917)
- The Cloud Puncher di Charley Chase e Hank Mann  (1917)
- There's Many of Fool di Charley Chase e Hank Mann (1917)
- His Merry Mixup di Charley Chase e Hank Mann (1917)
- The Film Spoilers di Charley Chase e Heinie Conklin (1917)
- His Bomb Policy di Charley Chase e Heinie Conklin (1917)
- Big Bang di Charley Chase e Heinie Conklin (1917)
- When Spirits Move di Charley Chase e Hank Mann (1920)

### Film prodotti dalla King-Bee
- The Handy Man, regia di Charley Chase e Billy West (1918)
- Bright and Early, regia di Charley Chase e Billy West (1918)
- The Straight and Narrow, regia di Charley Chase e Billy West (1918)
- Playmates, regia di Charley Chase e Billy West (1918)

### Film prodotti dalla L-KO
- Business Before Honesty di Charley Chase (1918)
- Hello Trouble, regia di Charles Parrott (Charley Chase) (1918)
- Painless Love di Charley Chase (1918)
- Hearts in Hock di Charley Chase (1919)

### Film prodotti dalla Bulls-Eye
- He's in Again di Charley Chase e Billy West (1918)
- A Rolling Stone di Charley Chase e Billy West (1919)
- Hop the Bellhop di Charley Chase (1919)
- Ship Ahoy di Charley Chase (1919)
- The Chauffeur di Charley Chase e Billy West (1919)
- Laured di Charley Chase e Billy West (1919)
- Flirts di Charley Chase (1919)
- Her First False Hare di Charley Chase (1919)
- Her Tender Feet di Charley Chase (1919)
- Out of Tune di Charley Chase e Billy West (1919)
- One Night Only di Charley Chase (1919)
- Don't Park There di Charley Chase (1919)
- Her Nitro Night di Charley Chase e Billy West (1919)
- Haunted Hearts di Charley Chase e Billy West (1919)

### Film prodotti dalla Century/Raibow
- The Jailbreaker, regia di Charles Parrott (1919)

### Film prodotti dalla Paramount
- Hoodooed, regia di Charley Chase, Carter DeHaven e Flora Parker DeHaven (1920)
- Teasing the Soil, regia di Charley Chase e i DeHaven (1920)
- Spring, regia di Charley Chase e i DeHaven (1920)
- Beating Cheaters, regia di Charley Chase e i DeHaven (1920)
- A Model Husband, regia di Charley Chase e i DeHaven
- Vacation Time di Charley Chase e i DeHaven (1920)
- Never Again, regia di Charley Chase e i DeHaven (1920)
- Kids is Kids, regia di Charley Chase e i DeHaven (1920)
- Spirits, regia di Charley Chase e i DeHaven (1920)

### Film prodotti dalla Mermaid/Educational
- Married to Order solo regia assieme ai DeHaven, con Oliver Hardy (1920)
- April Fool solo regia assieme a Lloyd Hamilton
- Moonshine regia assieme a Lloyd Hamilton e cameo (1921)

### Film prodotti dalla Rolin Film
- Just Rambling Along di Hal Roach con Stan Laurel (1918)

### Film prodotti dalla Pathè in associazione con Hal Roach
- His Best Girl solo regia con Snub Pollard (1921)
- Rush Orders solo regia con Snub Pollard (1921)
- Blue Sunday solo regia con Snub Pollard (1921)
- You're Next solo regia con Snub Pollard
- At the Ringside solo regia con Snub Pollard (1921)
- Teaching the Teacher solo regia con Snub Pollard (1921)
- Spot Cash solo regia con Snub Pollard (1921)
- Late Lodgers solo regia con Snub Pollard (1921)
- Gone to the Country solo regia con Snub Pollard (1921)
- Law and Order solo regia con Snub Pollard (1921)
- Fifteen Minutes solo regia con Snub Pollard (1921)
- On Location solo regia con Snub Pollard (1921)
- Hocus Pocus solo regia con a Snub Pollard (1921)
- Penny in the Slot solo regia con Snub Pollard (1921)
- The Joy Rider solo regia con Snub Pollard (1921)
- The Hustler solo regia con Snub Pollard (1921)
- Sink or Swim solo regia con Snub Pollard (1921)
- Shake' Em Up solo regia con Snub Pollard (1921)
- The Corner Pocket solo regia con Snub Pollard (1921)
- Lose No Time solo regia con Snub Pollard (1922)
- Call the Witness solo regia con Snub Pollard (1922)
- Blow 'Em Up solo regia con Snub Pollard (1922)
- Rich Man, Poor Man solo regia con Paul Parrott (1922)
- Full 'O Pep solo regia con Snub Pollard (1922)
- Days of Gold solo regia con Snub Pollard (1922)
- Light Showes solo regia con Snub Pollard (1922)
- Do Me A Favor solo regia con Snub Pollard (1922)
- The Stone Age solo regia con Snub Pollard (1922)
- 365 Days solo regia con Snub Pollard (1922)
- The Old Sea Dog solo regia con Snub Pollard (1922)
- Hook, Line and Sinker solo regia con Snub Pollard (1922)
- Newly Rich solo regia con Snub Pollard (1922)
- The Green Cat regia assieme a Hal Roach con Snub Pollard (1922)
- A Tough Winter solo regia con Snub Pollard (1923)
- Before the Public solo regia con Snub Pollard (1923)
- Where Am I? solo regia con Snub Pollard (1923)
- Sold at Auction solo regia con Snub Pollard (1923)
- For Art's Sake solo regia con Paul Parrott (1923)
- Courtship of Miles Sandwich solo regia con Snub Pollard (1923)
- Jack Front solo regia con Snub Pollard (1923)
- Jus' Passin' Through solo regia con Will Rogers (1923)
- Her Dangerous Path attore (1923)
- Long Live the King (1923)
- At First Sight Jan attore (prima commedia con il nome "Charley Chase" accreditato - 1924)
- One of the Family di Scott Penbroke (1924)
- Just a Minute di James Parrott (1924)
- Powder and Smoke di James Parrott (1924)
- The Perfect Lady attore (1924)
- Hard Knocks di James Parrott (1924)
- Love's Detour di James Parrott (1924)
- Don't Forget di James Parrott (1924)
- The Fraidy Cat di James Parrott (1924)
- King of the Wild Horses di Fred Jackman (1924)
- Publicity Pays di Leo McCarey (1924)
- April Fool di Ralph Ceder (1924)
- Position Wanted di Ralph Ceder (1924)
- Young Oldfield di Leo McCarey (1924)
- Stolen Goods, regia di Leo McCarey - cortometraggio (1924)
- Jeffries Jr. di Leo McCarey (1924)
- Why Husbands Go Mad di Leo McCarey (1924)
- A Ten-Minute Egg di Leo McCarey (1924)
- Seeing Nellie Home di Leo McCarey (1924)
- Jubilo Jr. di Robert F. McGowan (cameo delle Simpatiche canaglie - 1924)
- Sweet Daddy di Leo McCarey (1924)
- Why Men Work di Leo McCarey (1924)
- Outdoor Pajamas di Leo McCarey (1924)
- Sittin' Pretty di Leo McCarey (1924)
- Too Many Mammas di Leo McCarey (1924)
- Bungalow Boobs di Leo McCarey (1924)
- Accidental Accidents di Leo McCarey (1924)
- All Wet di Leo McCarey (1924)
- The Poor Fish di Leo McCarey (1924)
- The Royal Razz di Leo McCarey (1924)
- The Rat's Knuckles di Leo McCarey (1925)
- Hello Baby! di Leo McCarey (1925)
- Fighting Fluid di Leo McCarey (1925)
- The Family Entrance di Leo McCarey (1925)
- Plain and Fancy Girls di Leo McCarey (1925)
- Should Husbands Be Watched? di Leo McCarey (1925)
- Hard Boiled di Leo McCarey con James Finlayson (1925)
- Is Marriage the Bunk? di Leo McCarey (1925)
- Bad Boy di Leo McCarey (1925)
- Big Red Riding Hood di Leo McCarey (1925)
- Looking for Sally di Leo McCarey (1925)
- What Price Goofy di Leo McCarey e Charley Chase (1925)
- Isn't Life Terrible di Leo McCarey con Charley Chase e Oliver Hardy (1925)
- Innocent Husbands di Leo McCarey con Charley Chase e James Finlayson (1925)
- No Father to Guide Him di Leo McCarey (1925)
- The Caretaker's Daughter di Leo McCarey con James Parrott e Jimmy Finlayson (1925)
- The Uneasy Three di Leo McCarey (1925)
- His Wooden Wedding di Leo McCarey (1925)
- Charley My Boy di Leo McCarey e scritto da Stan Laurel (1926)
- Mama Behave di Leo McCarey (1926)
- Dog Shy di Leo McCarey (1926)
- Mum's the Word, regia di Leo McCarey (1926)
- Long Fliv the King, regia di Leo McCarey (1926)
- Thundering Fleas di Robert F. McGowan con Oliver Hardy, Charlie Hall e le Simpatiche canaglie (1926)
- Mighty Like a Moose di Leo McCarey (1926)
- Crazy Like a Fox di Leo McCarey con Oliver Hardy (1926)
- Bromo and Juliet di Leo McCarey con Oliver Hardy (1926)
- Tell 'Em Nothing di Leo McCarey con Gertrude Astor (1926)
- Be Your Age di Leo McCarey con Oliver Hardy (1926)
- There Ain't No Santa Claus di James Parrott (1926)
- Many Scrappy Returns di James Parrott con Eugene Pallette e Anita Garvin (1927)
- Are Brunettes Safe?, regia di James Parrott (1927)
- A One Mama Man di James Parrott (1927)
- Forgotten Sweeties di James Parrott con Jimmy Finlayson, Anita Garvin e Charlie Hall (1927)
- Bigger and Better Blondes di James Parrott (1927)
- Fluttering Hearts di James Parrott (1927)
- What Women Did for Me di James Parrott con Lupe Vélez (1927)

### Film prodotti da Hal Roach in associazione con la MGM
- The Sting of Stings di James Parrott (1927)
- Lighter That Failed di James Parrott con Eugene Pallette (1927)
- Now I'll Tell One di James Parrott (1927)
- Una famiglia di matti (Call of the Cuckoo) di Clyde Bruckman con Stan Laurel, Oliver Hardy e Max Davidson (1927)
- The Way of All Pants di Leo McCarey e F.Richard Jones (1927)
- Us di James Parrott e Leo McCarey con James Mason e Dorothy Coburn (1927)
- Assistant Wives di James Parrott con Eugene Pallette e Anita Garvin (1927)
- Never the Dames Shall Meet di James Parrott con Anita Garvin e Viola Richard (1927)
- All for Nothing di James Parrott con Priscilla Dean (1928)
- The Family Group di Leo McCarey e Fred Guiol con Edgar Kennedy e Gertrude Astor (1928)
- Aching Youths di Fred Guiol con Eugene Pallette (1928)
- Limousine Love di Fred Guiol con Edgar Kennedy e Viola Richard (1928)
- The Fight Pest di Leo McCarey e Fred Guiol con Edgar Kennedy (1928)
- Imagine My Embarrassment di Leo McCarey e Hal Yates con Edgar Kennedy e Anita Garvin (1928)
- Is Everybody Happy? di Leo McCarey e Hal Yates con Edgar Kennedy (1928)
- All Parts di Hal Yates con Edgar Kennedy e Max Davidson (1928)
- The Boosetr di Hal Yates con Edgar Kennedy e Ruby Blaine (1928)
- Chasing Husbands di James Parrott con Gertrude Astor (1928)
- Ruby Lips di James Parrott (1929)
- Off to Buffalo di James W. Horne con Anita Garvin e Edgar Kennedy (1929)
- Loud Soup di Lewis R. Foster (1929)
- Thin Twins di James W. Horne (1929)
- Movie Night di Lewis R. Foster con Anita Garvin (1929)
- Modern Love di Arch Health (solo alcune parti sonore - 1929)
- The Big Squawk di Warren Doane (primo sonoro - 1929)
- Leaping Love di Warren Doane (1929)
- Snappy Sneezer di Warren Doane (1929)
- Crazy Feet di Warren Doane (1929)
- Stepping Out, regia di Warren Doane (1929)
- Great Gobs di Warren Doane con Max Davidson (1929)
- The Real McCoy di Warren Doane con Thelma Todd e Edgar Kennedy (1930)
- Whispering Whoopee di James W. Horne con Thelma Todd, Anita Garvin e le Simpatiche canaglie (1930)
- All Teed Up di Edgar Kennedy con Anita Garvin (rigirato in versione francese e spagnola - 1930)
- Fifty Millions Husbands di Edgar Kennedy e James W. Horne (1930)
- Fast Work di James W. Horne (rigirato in spagnolo - 1930)
- Girl Shock di James W. Horne (rigirato in spagnolo e francese - 1930)
- Dollar Dizzy di James W. Horne (1930)
- Looser than Loose di James W. Horne (1930)
- Thundering Tenors di James W. Horne (1931)
- The Pip from Pittsburgh di James Parrott con Thelma Todd (1931)
- Rough Seas di James Parrott (1931)
- One of the Smiths di James Parrott (1931)
- The Panic is On di James Parrott (1931)
- Skip the Maloo di James Parrott (1931)
- What a Bozo! di James Parrott (1931)
- The Hasty Marriage di Gilbert Pratt (1931)
- The Tabsco Kid di James W. Horne (1931)
- The Nickel Nurser di Warren Doane (1932)
- In Walked Charley di Warren Doane (1932)
- First in War di Warren Doane (1932)
- Young Ironsides di James Parrott (1932)
- Girl Grief di James Parrott (1932)
- Now We'll Tell One di James Parrott (1932)
- Mr. Bride di James Parrott (1932)
- Fallen Arches di Gus Meins (1933)
- Nature in the Wrong di Charley Chase (1933)
- Bergain of the Century solo regia (1933)
- His Silent Racket di Charley Chase con James Finlayson e Anita Garvin (1933)
- Arabian Tights di Hal Roach (1933)
- Sherman Said It di Charley Chase (1933)
- Midsummer Mush di Charley Chase (1933)
- Luncheon at Twelve di Charley Chase (1933)
- Sons of the Desert di William A. Seiter con Laurel & Hardy (1933)
- Cracked Iceman di Eddie Dunn (1934)
- Four Parts regia assieme a Eddie Dunn e interpretazione (1934)
- I'll Take Vanilla, regia di Charles Parrott (1934)
- Music in Your Hair solo regia (1934)
- Another Wild Idea di Charley Chase e Eddie Dunn (1934)
- It Happened One Day di Eddie Dunn (1934)
- Something Simple di Charley Chse e Walter Weems (1934)
- You Said a Hatful di Charley Chase (non confermato - 1934)
- Fate's Fathead di Charley Chase (1934)
- The Chases of Pimple Street di Charley Chase (1934)
- Okay Toots! di Charley Chase e William H. Terhune (1935)
- Poker at Eight di Charley Chase (1935)
- Southern Exposure di Charley Chase (1935)
- The Four Star Boarder di Charley Chase (1935)
- Nurse to You di Jefferson Moffitt (1935)
- Manhattan Monkey Business di Harold Law (1935)
- Public Ghost No. 1 di Charley Chase e Harold Law (1935)
- Life Hesitates at 40 di Charley Chase e Harold Law (1936)
- The Count Takes the Count di Harold Law (1936)
- Vamp Till Ready di Charley Chase e Harold Law (1936)
- On the Wrong Trek di Charley Chase e Harold Law (1936)
- Neighborhood House di Charley Chase e Harold Law (1936)
- Kelly the Second di Gus Meins (1936)

### Film prodotti dalla Columbia Pictures
- The Grand Hooter di Del Lord (1937)
- From Bad to Worse di Del Lord (1937)
- The Wrong Miss Wright, regia di Charles Lamont (1937)
- Calling All Doctors di Charles Lamont (1937)
- The Big Squirt di Del Lord (1937)
- Oh, What a Knight! solo regia (1937)
- Man Mites Lovebug di Del Lord (1937)
- The Old Raid Mule solo regia (1938)
- Time Out for Trouble di Del Lord (1938)
- Tassels in the Air solo regia (1938)
- The Mind Needer di Del Lord (1938)
- Ankles Away solo regia (1938)
- Halfway to Hollywood solo regia (1938)
- Many Sappy Returns di Del Lord (1938)
- Mutts To You solo regia (1938)
- The Nighshirt Bandit di Jules White (1938)
- A Nag in the Bag solo regia (1938)
- Flat Foot Stooges solo regia (1938)
- Pie à la Maid di Del Lord (1938)
- Mutiny on the Body solo regia (1939)
- The Sap Takes a Wrap di Del Lord (1939)
- Boom Goes the Groom solo regia (1939)
- The Chump Takes a Bump di Del Lord (1939)
- Now It Can Be Sold regia assieme a Del Lord (1939)
- Saved By The Belle solo regia (1939)
- Rattling Romeo di Del Lord (1939)
- Skinny the Moocher di Del Lord (1939)
- Static in the Attic solo regia (1939)
- Teacher's Pest, regia di Del Lord (1939)
- The Awful Goof di Del Lord (1939)
- The Heckler di Del Lord (1940)
- South of the Boudoir di Del Lord (1940)
- His Bridal Fright di Del Lord (1940)